# Norsk Sjakkblad
Norsk Sjakkblad (qui signifie Magazine d'échecs norvégien, en norvégien) est un périodique d'échecs norvégien publié par la Fédération norvégienne des échecs. Il est basé à Oslo. 

## Historique
Le périodique est publié depuis 1906, de façon discontinue. Sa publication s'arrête une première fois en 1909. Le journal est publié de nouveau entre 1919 et 1929 puis entre 1932 et 1939. C'est après la fin de la Seconde guerre mondiale, précisément depuis 1950, qu'il a pu être publié régulièrement. Dans les années 2020, il sort au rythme de quatre numéros par an. 

## Contenu du journal et public
Il sert de magazine pour les membres de la fédération, mais est également disponible au grand public sur abonnement. Les sujets communs incluent les actualités des tournois, les résultats, les listes de classement Elo nationales et les parties commentées.

## Contributeurs
Le directeur général Leif Erlend Johannessen est le rédacteur de Norsk Sjakkblad.